# Johannes Willi
Johannes Willi (Rehetobel, 20 giugno 1882 – Gais, 24 settembre 1952) è stato un politico e imprenditore svizzero.

## Biografia
Figlio di Johannes Willi, insegnante e segretario comunale, e di Bertha Rohner. Dopo la frequentazione della scuola cantonale a Trogen dal 1896 al 1899 e un apprendistato commerciale dal 1899 al 1902 nella ditta di ricami Willi, Kern & Eisenhut di Gais, dal 1900 rinominata Eisenhut & Co, si perfezionò a Manchester e Parigi dal 1902 al 1906. Nel 1907 sposò Johanna Walser, figlia di Johann Ulrich, cofondatore di una fabbrica di ricami, contadino e sindaco. Nel 1906 divenne socio della ditta Kern & Willi, attiva nella fabbricazione e nell'esportazione di ricami, che Willi diresse dal 1924 con la ragione sociale J. Willi & Co assieme alla moglie. Nel 1918 si sposò nuovamente con Anna Kern, figlia di Johannes Kern, socio d'affari di Willi.
Dal 1926 fu procuratore della ditta di ricami Kern & Co di Gais, gestita dalla suocera, che integrò nella propria nel 1949. Fu municipale di Gais dal 1909 al 1913 e sindaco dal 1913 al 1921, membro del Gran Consiglio di Appenzello Esterno tra il 1919 e il 1929 e tra il 1950 al 1952, e Consigliere di Stato tra il 1929 e il 1948, all'interno del Dipartimento dei lavori pubblici e dell'agricoltura. Fu presidente del Partito Radicale Democratico cantonale dal 1931 al 1938 e della Società degli industriali di Gais dal 1920 al 1950. Dal 1920 fece parte del consiglio di amministrazione della Ferrovia San Gallo-Gais-Appenzello e presiedette la Conferenza dei direttori cantonali dell'agricoltura.